# Vincenzo Malvezzi Bonfioli
Vincenzo Malvezzi Bonfioli, né le 22 janvier 1715 à Bologne, dans l'actuelle région Émilie-Romagne, alors dans les États pontificaux et mort le 3 décembre 1775 à Cento, est un cardinal italien  du XVIIIe siècle.

## Biographie
Vincenzo Malvezzi Bonfioli exerce diverses fonctions au sein de la Curie romaine.
Le pape Benoît XIV le crée cardinal-prêtre lors du consistoire du 26 novembre 1753. Malvezzi Bonfioli est nommé archevêque de Bologne en 1754 et est consacré le 19 mars de la même année par Benoît XIV avec comme co-consécrateurs Giovanni Antonio Guadagni et Francesco Scipione Maria Borghese. Il participe au conclave de 1758, lors duquel Clément XIII est élu pape, puis à ceux de 1769 (élection de Clément XIV) et de 1774-1775 (élection de Pie VI). Clément XIV le nomme dataire apostolique en 1774 jusqu'en 1775 car Pie VI lui demande de choisir entre l'archidiocèse et la daterie.
Il fait partie de la famille noble des ducs de Selva.